# Josef Jerman
Josef Jerman (22. listopadu 1911, Rozdělov (dnes čtvrť Kladna) - 5. ledna 1999, Kladno) byl kladenský krejčí a vedoucí módního salonu v Kladně. 
Narodil se do rodiny horníka Václava Jermana a jeho manželky Marie, roz. Hilmerové. K výrobě obrazů jej přivedl jeho přítel malíř Karel Souček, společně vymysleli také název tapen (tapiserie a entl), svá díla šil a entloval. Jedná se o ojedinělý prvek českého výtvarného umění bez pokračovatele díla. Vyráběl šité obrazy, tapeny, tapisérie a gobelíny, z odstřižků látek také originální koberce, polštáře i módní kabelky.

## Dílo
Do textilu převáděl obrazy Picassa, Matisse, Tichého, Chagalla, dalšími náměty byly motivy ryb, ptáků či motýlů, čerpal i z řecké mytologie, z lidových motivů, Osvobozeného divadla nebo divadla Semafor.
obrazy
- Hrály dudy u Pabudy první textilní koláž, obraz šitý entlem na stroji
- Vzpomínka na Volnou socialistickou školu práce (prvorepublikový školský projekt v Kladně, nyní Pedagogické muzeum v Praze)
- Lidice (motiv vypálení Lidic 10. června 1942 a Picassova Guerenica)
- Ptáci a motýli
- Jánošík
- Odaliska
- Leda s labutí
- Únos Evropy (mytologie)
- Tři strážníci
- Osvobozené divadlo
- Semafor (divadlo)
- Cirkus
- Žena a móda
- Pegas
- Adam a Eva
- Na okně seděla kočka
- Poslední kovboj
- Náměstí sv. Marka
- Amerika mých snů
- Afrika mých snů
- Mackie Messer

## Výstavy
autorské
- 1955 Kladno, první výstava

společné
- Berlín
- Drážďany
- Moskva
- Riga